# La Mémoire (Magritte)
Pour les articles homonymes, voir Mémoire.
La Mémoire est un tableau du peintre belge René Magritte réalisé en 1948. Cette huile sur toile surréaliste est une allégorie de la mémoire qui représente un buste aux yeux clos et à la tempe saignante posé sur un mur à côté d'une sorte de grelot et d'une feuille verte, devant un rideau rouge, le ciel et la mer. Partie d'une série comprenant plusieurs variantes, elle est conservée au sein des collections de la Fédération Wallonie-Bruxelles.